# 726

## Догађаји
- Цар Лав III Исавријанац издаје низ едиката забрањивајући поштовање икона (726-729) и покреће иконоборачку контроверзу. Већина свештенства - посебно у Италији и Грчкој - противи се овим забранама отворено протествујући, а у западном деловима Византијског царства људи одбијају да се покоре његовим религијским реформама.
- Византијско-арапски ратови: Муслиманске снаге под Масламом Ибн Ааб Ал-Маликом настављају свој поход на Анадолију. У свом нападу пљачкају град тврђаву Цезареја.
- Омејидска освајања Галије: Муслиманска коњица под Абдул Рахманом Ал-Гхафикијем, тренутном гувернером Септиманије, разарају Авињон, Вивиерс, Валанс (Дром), Вјен и Лион.
- Марчело Тегалијано умире након владавине 9 година.
- Устанак у Венецији против Византија: узрок масовних немира је иконокластични закон цара Лава III. Неколико дана касније, истичу политичкие захтеве за широку аутономију унутар византијског царства и права на именовање владера региона. Желећи да сачува приход од трезора из другог најважније луке Византијског царства и избегне сукоб са добро утврђеним и оружаним регионом, византијски цар се слаже са свим захтевима.
- Сеизмичка активност у Средоземном мору: вулканско острво Тера избија, док град Јерас (у данашњи дан Јордан) трпи велики земљотрес.
- Краљ Ине Висекса поднео је своју круну и путује на ходочашће у Рим. Наслеђује га његов зет Етхелхеард.
- Први годишњи сумо турнир у Јапану држи цар Шому.
- 22. октобар - Итзамнај К'авил, владар градске државе Маја у Дос Пиласу у Гватемали, од 698, умире након владавине 28 година.